# Тюменяк
Тюменяк (баш. Төмәнәк) — село в Туймазинском районе Республики Башкортостан Российской Федерации. Административный центр Тюменяковского сельсовета.  Согласно переписи 2020 года население составляло 1109 человек.

## География

### Географическое положение
Расстояние до:
- районного центра (Туймазы): 11 км,
- ближайшей ж/д станции (Туймазы): 11 км.

## История
Село Тюменяк основано башкирами Кыр-Еланской и Байлярской волостей Казанской дороги на собственных вотчинных землях.
Одно из башкирских коренных поселений кыр-еланцев, ставшее этнически смешанным. Её название связано с именем влиятельного кыр-еланца Тюменяка Кудайметова (его родной брат Кузей Кудайметов основал д. Кузеево ныне Буздякского района), участвовавшего в припуске чужеродцев на вотчину своей волости по договору 6 мая 1692 года. Его сыновья Баязит, Бикташ и Давлет Тюменяковы — постоянные участники в продаже, кортоме земель и приписке чужеродцев. Сыновья, внуки, вообще потомки Тюменяка были единственными вотчинниками в деревне. В 1834 году VIII ревизией были отмечены 53-летний Зайсан и 50-летний Гайсар Бикташевы, а также сыновья Гайсара Сатый (23 года), Тимербулат (18 лет), Акчулпан (15 лет), Гисматулла (7 лет).
Тептярское население деревни сформировалось на основании следующих документов. Первый — указ Уфимской провинциальной канцелярии от 20 марта 1736 года Второй — такой же указ от 18 сентября 1737 года. Третий — договорная запись башкир деревень Тойкушево, Кузеево, Япрыково и Тюменяково (участвовали Давлет и Бикташ Тюменяковы) ясачным татарам разных деревень (Кимаево, Янбердино) Адилю Кильметову, Муслюму Апасову, Бикбау Ахметову, Абдулкариму Курманову, Ермекею Суюндукову, Сулейману Уразметову об их припуске в деревню «для поселения дворами с платой доимочного ясака за прошлые годы за 7 лет по 10 куниц обще с припущенниками д. Япрыково из Байлярской волости д. Тойкиной башкирцами Исекеем Сапеевым с прочими». Четвёртый документ — договорная запись от 1 марта 1782 года о припуске тептярей. Ясачные татары перешли в тептярское сословие.
В 1870 году здесь находилось волостное правление, имелась мечеть, действовало при ней мектебе.
В 1843 году на 13 башкир было засеяно 8 пудов озимого, 40 пудов ярового хлеба, посажено 4 пуда картофеля.

## Население
| 1897  | 1920  | 1939  | 1959  | 1989 | 2002 | 2009  |
| ----- | ----- | ----- | ----- | ---- | ---- | ----- |
| 1687  | ↗2426 | ↘1477 | ↘1051 | ↘902 | ↗936 | ↗1046 |
| 2010  |       |       |       |      |      |       |
| ↗1070 |       |       |       |      |      |       |

Национальный состав
Согласно переписи 2002 года, преобладающие национальности — башкиры (64 %), татары (35 %).

## Религия
В селе есть мечеть.